# Radio France Internationale
Radio France Internationale, acronimo RFI, è un'emittente radiofonica pubblica francese. Ha per compito quello di promuovere la lingua e la cultura francese verso l'estero. I suoi programmi devono rappresentare la vita politica, economica, culturale e scientifica della Francia e dei paesi francofoni.
Indipendente da Radio France dal 1986, RFI trasmette in 19 lingue. La sua politica di sviluppo porta all'apertura di filiali all'estero (RFI Romania, RFI Sofia, Radio Europa Lisboa, Beta RFI, Monte Carlo Doualiya).